# Euphorbia peplis
Euphorbia peplis L. es una especie fanerógama perteneciente a la familia de las euforbiáceas. Es endémica del sur y oeste de Europa, el norte de África, y suroeste de Asia.

## Hábitat
Donde normalmente crece es en la costa de arena y guijarros.

## Descripción
Se trata de una pequeña planta, postrada anual, los tallos alcanzan los 10-20 cm de largo, generalmente con cuatro en la base. Las hojas son opuestas, ovales de 1-2 cm de largo, de color gris-verde-rojo púrpura con venas.
Lechetrezna postrada sobre el suelo. Tiene las hojas asimétricas con un lóbulo bien visible en la parte basal. Las cápsulas quedan en la parte de abajo de la planta, tocando el suelo. Vive en las dunas, generalmente en lugares un poco pedregosos. Florece al final del verano. Es una especie que se ha vuelto rara, probablemente por la alteración del litoral. La diferenciaremos de las otras especies del género porque es relativamente grande (hojas de más de un centímetro), no tiene pelos y vive en el litoral en lugar de estar en zonas humanizadas.

## Taxonomía
Euphorbia peplis fue descrita por Carlos Linneo y publicado en Species Plantarum 1: 456. 1753.
Etimología
Euphorbia: nombre genérico que deriva del médico griego del rey Juba II de Mauritania (52 a 50 a. C. - 23), Euphorbus, en su honor – o en alusión a su gran vientre –  ya que usaba médicamente Euphorbia resinifera. En 1753 Carlos Linneo asignó el nombre a todo el género.
peplis: epíteto
Sinonimia
- Tithymalus peplis (L.) Scop. (1771).
- Anisophyllum peplis (L.) Haw. (1812).
- Chamaesyce peplis (L.) Prokh. (1933).
- Euphorbia dichotoma Forssk. (1775).
- Tithymalus auriculatus Lam. (1779).
- Chamaesyce maritima Gray (1821).
- Euphorbia rubescens Link in C.L.von Buch (1828).[7][8]

## Nombre común
- Castellano: alfalfa del boticario, asnaballo, cogollos fuertes, euforbia de orehuelas, euforbia de orejuelas, leche de brujas, lecheruela, lechetrezna, peplide, péplide, tártago pequeño.[9]